# Tricimba latigena
Tricimba latigena är en tvåvingeart som beskrevs av Ismay 1993. Tricimba latigena ingår i släktet Tricimba och familjen fritflugor. Inga underarter finns listade i Catalogue of Life.